# جاجانغ سوكمارا
جاجانغ سوكمارا (بالإندونيسية: Jajang Sukmara)‏ (18 نوفمبر 1988 بباندونغ في إندونيسيا - ) هو لاعب كرة قدم إندونيسي في مركز الدفاع. شارك مع منتخب إندونيسيا تحت 23 سنة لكرة القدم. أما مع النوادي، فقد لعب مع برسيب باندونغ وMadiun Putra F.C. ‏.

## وصلات خارجية
- جاجانغ سوكمارا على موقع قاعدة بيانات كرة القدم.إي يو (الإنجليزية)
- جاجانغ سوكمارا على موقع Soccerway.com (الإنجليزية)